# Goldene Aue
Goldene Aue es un valle ubicado al sur del sistema montañoso del Harz en Alemania Central. En español se traduce como "prado dorado". 

## Geografía
Esta llanura se encuentra al norte de los sistemas montañosos menores de Kyffhäuser y Windleite, en la cuenca hidrográfica del río Helme, el cual forma una subcuenca del río Unstrut. Se extiende de poniente a oriente 72 km (distancia Stöckey - Rothenschirmbach), o 47 km (distancia Nordhausen - Katharinenrieth - Kalbsrieth; y en dirección norte-sur (transversal) entre 5 y 15 km, si bien, no posee un límite exacto. Algunos consideran como parte de la Goldene Aue la parte de las tierras onduladas, de uso predominántemente agrícola y suelos fértiles que se desarrolla a lo largo del río Helme al oeste de la ciudad de Nordhausen, oficialmente perteneciente a la unidad geográfica natural "Nordthüringer Hügelland" (lomas del norte de Turingia). También en la zona agrícola fértil en la parte media de la cuenca del afluente Rohne al oriente y norte de Allstedt existen diferentes opiniones sobre la pertenencia o no al Goldene Aue, por sus suelos fértiles agrícolas. El Rohne es afluente al río Helme,  así que forma parte de su cuenca. Dicha área pertenece oficialmente a la unidad geográfica natural "Rohne Hügelland" (tierras onduladas del Rohne). En general, se considera Goldene Aue al área plana entre la línea Nordhausen - Katharinenrieth - Kalbsrieth, incluyendo las lomas bajas que se encuentran en el polígono Rossla- Brücken- Hackpfüffel-Sittendorf.
El Río Helme, afluente del río Unstrut forma la "columna vertebral" de la Goldene Aue, ya que forma el centro de su cuenca. Los afluentes más importantes provienen del norte. Desde el Harz son: Ichte, Zorge, Thyra, Bennunger Leine, Gonna y Rohne. Desde el sur (derecha) llegan arroyos de menor importancia.

### Comunidades
Las ciudades más importantes de la Goldene Aue son: las capitales distritales de Nordhausen y Sangerhausen, las ciudades rurales de Heringen, Kelbra y Allstedt, y una gran cantidad de aldeas menores. También existen aquí dos  municipios colectivos a los cuáles se unieron varias aldeas y ciudades rurales: 
- "Verwaltungsgemeinschaft Goldene Aue",  un municipio colectivo que está en torno de la ciudad rural de Heringen (Helme) con las comunidades de Uthleben, Windehausen, Urbach, Görsbach, Hamma y Auleben, pertenecientes al distrito de Nordhausen.
- "Verbandsgemeinde Goldene Aue", otro municipio colectivo el cual está en torno a la ciudad rural de  Kelbra con las comunidades de Bösenrode, Rosperwenda, Berga, Thürungen, Sittendorf, Tilleda, Hackpfüffel, Brücken (Helme), Hohlstedt, Wallhausen (Helme), Martinsrieth, Riethnordhausen y Edersleben, el cual se ubica en el distrito de Sangerhausen.
Además de estos municipios colectivos existen otras comunidades importantes en la parte central de los distritos de Nordhausen y Sangerhausen, los cuales forman la mayor parte del Goldene Aue, como son: 
- "Verwaltungsgemeinschaft Helmetal" (Distrito de Nordhausen) con 9 aldeas, igual pertenecen a la zona de transición occidental "Nordthüringer Hügelland"
- "Stadt Nordhausen", en la cual están incluidas 16 aldeas, de las cuales pertenecen al Goldenen Aue la ciudad de Nordhausen, los pueblos de Sundhausen, Steinbrücken, Bielen y Leimbach 
- "Gemeinde Südharz" (Distrito Sangerhausen), con 16 comunidades, de las cuales están en el Goldene Aue las comunidades de Rossla y Bennungen
- "Stadt Sangerhausen", incluye aparte de la ciudad otras 14 comunidades. Al Goldene Aue pertenece la misma ciudad de Sangerhausen, además Oberröblingen.
-"Stadt Allstedt" (Distrito Sangerhausen), con 13 comunidades, de las cuales 3 pertenecen al Goldene Aue: Niederröblingen, Allstedt y Katharinenrieth, y otras 9 pertenecen a la zona de transición oriental "Rohne Hügelland".
En la parte sureste, la parte más baja de la cuenca del río Helme pertenece al distrito de Kyffhäuser  con las comunidades de Nikolausrieth, Mönchpfiffel, Voigtstedt, Heygendorf, Ritteburg y Kalbsrieth. En Kalbsrieth confluye el río Helme con el río Unstrut, allí el valle del Goldene Aue se entrelaza sin límites con las llanuras de la Diamantenen Aue (Vega de Diamantes), Ambas llanuras pertenecen a la unidad geográfica natural "Helme-Unstrut-Niederung" (llanura de los ríos Helme y Unstrut), la cual forma parte de la unidad geográfica del Thüringer Becken.

### División política
Los distritos de Nordhausen (oeste) y Kyffhäuser (sur y extremo sureste), además el Distrito de Eichsfeld (extremo oeste de la cuenca del Helme) pertenecen al estado de Turingia. El distrito de Sangerhausen, recientemente ampliado a Mansfeld - Südharz (oriente) pertenece al estado de Sajonia-Anhalt.  La cuenca del río Helme en su parte más alta en el extremo noroeste pertenece además al estado de Baja Sajonia (Distrito de Osterode am Harz el cual fue recientemente incorporado al Distrito de Gotinga y con la comunidad Hohegeiss una pequeña porción del lejano Distrito de Goslar).
Este fraccionamiento político regional de la cuenca del Helme hoy en día es la causa de números problemas, desde el "Brain-Drain", la fuga de la población joven, instruida, creativa y productiva, debido a la falta de oportunidades de empleo y de inversión, hasta la imposibilidad del adecuado multidisciplinario manejo de la cuenca del río Helme, como lo pide la Directiva europea marco del agua. La consecuencia, son las inadecuadas y no adaptadas prácticas de conservación de suelo en las zonas agrícolas, principalmente en los terrenos ondulados con uso agrícola y las pérdidas irreversibles de tierras fértiles con alto potencial productivo; y la aceleración del proceso de azolvamiento de todos las embalses de la cuenca, en especial la de Schiedungen y Kelbra. Existe la urgente necesidad de la intervención de la Federación para poder garantizar un manejo adecuado de la cuenca, especialmente para superar los desafíos del cambio climático, además de impulsar un mejor desarrollo regional en general.

## Historia
El Valle del Goldene Aue fue una laguna, taponada con sedimentos transportados por el río desde las montañas del Harz, Windleite y Kyffhäuser. Hay vestigios de asentamientos humanos en las orillas datados  en 5600 años antes de Cristo. En el año 1129, con la creación del Monasterio de Walkenried se drenó y limpió el pantano, transformándose en tierras de cultivo. Las labores de drenaje fueron ejecutadas en su mayor parte por colonos flamencos allí asentados.
En origen, solo el área alrededor del Aumühle entre Görsbach y Auleben se llamaba Goldene Aue. El término apareció por primera vez en un documento del monasterio de Walkenried. El topónimo se extendió sobre todo el Valle central de la cuenca del Helme, especialmente en las llanuras desde Nordhausen hasta las zonas bajas agrícolas. Debido a la fertilidad de sus tierras aumentó la población y se desarrollaron muchas comunidades. Para aprovechar el agua del deshielo se construyó el en 1966 el embalse de Kelbra, que en la actualidad constituye un área de humedales naturales protegida (Área natural protegido Ramsar  número 176).

## Vías de comunicación
Desde la Edad Media existen importantes vías de comunicación que se desarrollan de oeste a este, en el sentido del valle, que en la actualidad es atravesado por la línea de ferrocarril Halle-Kassel y por la autopista número 38 Leipzig - Göttingen.Lista de carreteras federales en Alemania Más antigua es la carretera federal número 80, que discurre en paralelo a la autopista. 
También existen numerosas vías importantes de norte al sur: La vía de ferrocarril que comunica Sangerhausen con Erfurt (sur) y Magdeburg (norte) y la que comunica Nordhausen con Erfurt (sur) y Northeim (noroeste). 
De las carreteras federales norte-sur se puede mencionar la carretera federal 243 que comunica Nordhausen con Hildesheim (noroeste), la carretera federal número 4 que viene de Kiel (norte) a Núremberg (sur), pasando también por Nordhausen; la n.85 que viene desde Passau (sur) y termina en la comunidad de Berga, pasando por Kelbra;  además la carretera número 86 de Straussfurt (sur) a Hettstedt (noreste), pasando por Sangerhausen. Además existen numerosas carreteras menores locales entre las diferentes comunidades en todas las direcciones.